# Coupe de Palestine de football
Cet article concerne la compétition se déroulant dans les territoires palestiniens. Pour la Coupe de Palestine mandataire, voir Coupe d'Israël de football. Pour la Coupe de Palestine des Nations, voir Coupe de Palestine des Nations de football.
La Coupe de Palestine de football a été créée en 2015. Elle voit s'affronter en finale les vainqueurs en titre de la Coupe de la bande de Gaza et de la Coupe de Cisjordanie.
En 2019, la finale de la coupe de football de Palestine est annulée faute d'autorisations israéliennes permettant la venue de joueur de la bande de Gaza.

## Palmarès
- 2015: Al-Ittihad Shejaia 0-0 1-2 Ahli Al-Khaleel[2]
- 2016: Shabab Khan Younes 0-1 1-1 Ahli Al-Khaleel[3]
- 2017: Shabab Rafah 2-0 0-0 Ahli Al-Khaleel[4]
- 2018: Shabab Khan Younes 3-2 1-5 Hilal Al-Quds[5]